# Torom-mascarado
Pita-formigueira-mascarada ou torom-mascarado (Hylopezus auricularis) é uma espécie de ave da família Formicariidae.
É endémica da Bolívia.
Os seus habitats naturais são: florestas subtropicais ou tropicais húmidas de baixa altitude.